# الدوري السوداني الممتاز 2002
الدوري السوداني الممتاز لكرة القدم 2002 هو موسم من الدوري السوداني الممتاز لكرة القدم. فاز فيه المريخ السوداني.